# Rädda Barnen (Finland)
Rädda Barnen (finska: Pelastakaa Lapset) är en finländsk organisation som verkar för barnens väl både i Finland och internationellt. 
Rädda Barnen bildades 1922 som förening under namnet Hem åt hemlösa barn (finska: Koteja kodittomille lapsille) på initiativ av Ester Ståhlberg (ordförande 1922–1940) och Adolf von Bonsdorff. Namnet ändrades 1945 till Rädda Barnen och 1953 ombildades föreningen till ett förbund med säte i Helsingfors. År 1996 anslöt sig Rädda Barnen till den internationella topporganisationen Save the Children Alliance, som verkar i över hundra länder.
En av föreningens första uppgifter var att hjälpa barn som blivit föräldralösa efter finska inbördeskriget. Dessa barn placerades först på föreningens mottagningshem, varefter de fick fosterfamiljer. År 1925 började föreningen ordna adoptioner och under 1980-talet även adoptioner av utländska barn till finländska föräldrar. Som en av social- och hälsovårdsministeriet auktoriserad adoptionsbyrå har Rädda Barnen internationellt adoptionssamarbete med Kina, Ryssland, Thailand och Filippinerna. År 1994 grundades förbundets katastroffond med på barnens rättigheter baserat internationellt biståndsarbete. Detta inkluderar projekt i Etiopien, Kenya, Västafrika och Indien. Till biståndsarbetet hör bland annat skapandet av utbildningsmöjligheter för flickor från fattiga förhållanden. Rädda Barnen utför även biståndsarbete i ryska Karelen.
Vid sidan av politisk lobbyverksamhet och spridandet av upplysning om barnens rättigheter har Rädda Barnen sedan länge samarbetat med kommuner i frågor som gäller barnskydd, samt i att ge omhändertagna barn lämplig vård i foster- eller familjegrupphem. De sistnämnda är barnhem för vård av barn, som har nytta av att växa upp i små grupper (omkring nio barn). Förbundet ordnar vidare stödfamiljer och semesterhem samt erbjuder psykosociala stödformer, bland annat familjeterapi. År 2005 hade förbundet 93 lokalföreningar runtom i Finland med omkring 8 000 medlemmar. Utöver huvudkontoret i Helsingfors som även inrymmer regionkontoret för södra Finland finns det regionkontor i Joensuu, Jyväskylä, Tammerfors och Uleåborg. Förbundet, vars medel bland annat kommer från insamlingar, medlemsavgifter och statliga Veikkaus Ab, är stiftande medlem i stiftelsen Barnens dag.